# セラ級駆逐艦
| セラ級駆逐艦                               | セラ級駆逐艦                                     | セラ級駆逐艦                                     |
| ------------------------------------------ | ------------------------------------------------ | ------------------------------------------------ |
| プシランデル（旧：ジョヴァンニ・ニコテラ） |                                                  |                                                  |
| 艦級概観                                   |                                                  |                                                  |
| 艦種                                       | 駆逐艦                                           | 駆逐艦                                           |
| 就役開始                                   | 1926年（クインティノ・セラ）                     | 1926年（クインティノ・セラ）                     |
| 退役完了                                   | 1943年9月11日（イタリア） （クインティノ・セラ） | 1943年9月11日（イタリア） （クインティノ・セラ） |
| 退役完了                                   | 1947年6月13日（スウェーデン）                    |                                                  |
| 前級                                       | クルタトーネ級                                   | クルタトーネ級                                   |
| 次級                                       | ナザリオ・サウロ級                               | ナザリオ・サウロ級                               |
| 性能諸元                                   |                                                  |                                                  |
| 排水量                                     | 基準排水量                                       | 970トン                                          |
| 排水量                                     | 常備排水量                                       | 1,279トン                                        |
| 排水量                                     | 満載排水量                                       | 1,480トン                                        |
| 全長                                       | 84.9m                                            | 84.9m                                            |
| 全幅                                       | 8.6m                                             | 8.6m                                             |
| 吃水                                       | 3.6m                                             | 3.6m                                             |
| 機関                                       | ギアードタービン3缶2基 2軸推進                   | 35,000hp                                         |
| 速力                                       | 35ノット                                         | 35ノット                                         |
| 航続距離                                   | 1,800海里（14ノット）                            | 1,800海里（14ノット）                            |
| 乗員                                       | 125人                                            | 125人                                            |
| 兵装                                       | 120mm連装砲                                      | 2基4門                                           |
| 兵装                                       | 40mm機関砲                                       | 2門                                              |
| 兵装                                       | 13mm機銃                                         | 4基                                              |
| 兵装                                       | 連装533mm魚雷発射管                              | 2基                                              |
| 兵装                                       | 爆雷または機雷                                   | 40発                                             |
| 表記                                       |                                                  |                                                  |
| 日本語                                     | セラ級駆逐艦                                     | セラ級駆逐艦                                     |
| イタリア語                                 | Cacciatorpediniere Classe Quintino Sella         | Cacciatorpediniere Classe Quintino Sella         |
| 英語                                       | Sella Class Destroyer                            | Sella Class Destroyer                            |

セラ級駆逐艦 (イタリア語: Cacciatorpediniere Classe Quintino Sella、英語: Sella class destroyer) はイタリア王立海軍の駆逐艦。4隻が建造された。
1920年代に建造された、120mm連装砲（竣工時は前部は単装であり1929年に連装に変更）と533mm魚雷発射管を併せ持つイタリア初の駆逐艦であり、その後のイタリア製駆逐艦の雛形となったが、本級自体は、機械的な信頼性に欠けていた。「ジョヴァンニ・ニコテラ」と「ベッティーノ・リカーソリ」が第二次世界大戦中の1940年にスウェーデンに売却されている。
イタリアに残った「クインティノ・セラ」と「フランチェスコ・クリスピ」は爆装艇母艦として運用され、両艦から出撃した部隊がイギリス重巡洋艦「ヨーク」を大破させた。同艦は後に廃棄されている。
1943年9月8日の連合軍との休戦により、「クインティノ・セラ」は11日にドイツ海軍の魚雷艇（Sボート）によって撃沈され、「フランチェスコ・クリスピ」はドイツ海軍に捕獲され水雷艇TA15となり再就役し、1944年3月8日に爆撃により撃沈された。
スウェーデンに売却された2隻は、「ジョヴァンニ・ニコテラ」が「プシランデル（Psilander）」、「ベッティーノ・リカーソリ」が「プーケ（Puke）」と改名され、1947年6月13日まで使用された。

## 同型艦
| 艦名                                         | 由来         |
| -------------------------------------------- | ------------ |
| クインティノ・セラ（Quintino Sella）         | 同名の政治家 |
| フランチェスコ・クリスピ（Francesco Crispi） | 同名の政治家 |
| ジョヴァンニ・ニコテラ（Giovanni Nicotera）  | 同名の政治家 |
| ベッティーノ・リカーソリ（Bettino Ricasoli） | 同名の政治家 |